# 旗川村
旗川村（はたがわむら）は栃木県の南西部、安蘇郡に属していた村である。

## 地理
- 河川：旗川、才川

## 歴史
- 1889年（明治22年）4月1日 町村制施行により並木村、免鳥村が合併し旗川村となる。
- 1891年（明治24年）11月7日 赤見村の一部（小中）を編入する。
- 1943年（昭和18年）4月1日 佐野町、植野村、界村、犬伏町、堀米町と合併し佐野市となる。

## 出身著名人
- 田村耕平（並木村出身、貴族院多額納税者議員）